# Macfest
El festival MacFest (Macaronesia Festival) se celebra en el centro cultural Gran Canaria Espacio Digital, en la isla de Gran Canaria (España).
Nació con la intención de ofrecer una muestra de música electrónica y el arte sonoro, otorgando especial relevancia a los artistas de la Macaronesia. Además de las actuaciones de músicos, DJs, VJs y creadores sonoros, se ofrece al público la oportunidad de interactuar con instalaciones interactivas relacionadas con el arte sonoro y la creación audiovisual.
En el cartel de la edición del 2006 figuraron, entre otros, Karl Bartos, Vive la Fête! y Nathan Fake.
- Datos: Q5988752